# World Cup of Surfing
La World Cup of Surfing est une compétition professionnelle de surf organisée par la World Surf League sur le spot de Sunset Beach, sur le North Shore d'Oahu, à Hawaï.
Organisée depuis 1975, il s'agit de la deuxième étape de la prestigieuse Triple Couronne de surf, les autres étapes étant le Hawaiian Pro et les Pipe Masters organisées respectivement à Haleiwa et Banzai Pipeline.

## Palmarès

### Palmarès complet
| Année | Vainqueur          | Score | Finaliste(s)                                      | Score(s)          |
| ----- | ------------------ | ----- | ------------------------------------------------- | ----------------- |
| 1975  | Mark Richards      |       |                                                   |                   |
| 1976  | Ian Cairns         |       |                                                   |                   |
| 1977  | Shaun Tomson       |       |                                                   |                   |
| 1978  | Buzzy Kerbox       |       |                                                   |                   |
| 1979  | Mark Richards      |       |                                                   |                   |
| 1980  | Ian Cairns         |       |                                                   |                   |
| 1981  | Dane Kealoha       |       |                                                   |                   |
| 1982  | Tom Carroll        |       |                                                   |                   |
| 1983  | Michael Ho         |       |                                                   |                   |
| 1984  | Michael Ho         |       |                                                   |                   |
| 1985  | Michael Ho         |       |                                                   |                   |
| 1986  | Hans Hedemann      |       |                                                   |                   |
| 1987  | Gary Elkerton      |       |                                                   |                   |
| 1988  | Tom Carroll        |       |                                                   |                   |
| 1989  | Hans Hedemann      |       |                                                   |                   |
| 1990  | Derek Ho           |       |                                                   |                   |
| 1991  | Fábio Gouveia      |       |                                                   |                   |
| 1992  | Martin Potter      |       |                                                   |                   |
| 1993  | John Gomes         |       |                                                   |                   |
| 1994  | Sunny Garcia       |       |                                                   |                   |
| 1995  | Shane Powell       |       |                                                   |                   |
| 1996  | Paul Paterson      |       |                                                   |                   |
| 1997  | Michael Rommelse   |       |                                                   |                   |
| 1998  | Shane Dorian       |       |                                                   |                   |
| 1999  | Zane Harrison      |       |                                                   |                   |
| 2000  | Sunny Garcia       |       |                                                   |                   |
| 2001  | Myles Padaca       |       |                                                   |                   |
| 2002  | Joel Parkinson     |       |                                                   |                   |
| 2003  | Jake Paterson      |       |                                                   |                   |
| 2004  | Andy Irons         | 16.17 | Mark Occhilupo Frederick Patacchia Joel Parkinson | 13.80 12.87 10.5  |
| 2005  | Jake Paterson      | 17.10 | Andy Irons Bede Durbidge Pat O'Connell            | 15.73 12.10 11.50 |
| 2006  | Joel Parkinson     |       |                                                   |                   |
| 2007  | Makuakai Rothman   | 16.33 | Leonardo Neves Mick Fanning Daniel Ross           | 15.84 11.34 07.93 |
| 2008  | C. J. Hobgood      | 15.00 | Tom Whitaker Marcus Hickman Jordy Smith           |                   |
| 2009  | Joel Parkinson     |       | Sunny Garcia Mick Fanning Dusty Payne             |                   |
| 2010  | Raoni Monteiro     | 14.37 | Julian Wilson Granger Larsen Josh Kerr            | 14.20 12.47 11.66 |
| 2011  | John John Florence | 17.00 | Michel Bourez Adam Melling Hank Gaskell           | 12.30 11.96 11.53 |
| 2012  | Adam Melling       | 16.16 | Gabriel Medina Sebastian Zietz Adrian Buchan      | 15.67 13.70 13.26 |
| 2013  | Ezekiel Lau        | 15.50 | Damien Hobgood Raoni Monteiro Frederico Morais    | 14.30 12.33 07.16 |
| 2014  | Michel Bourez      |       | Dusty Payne Sebastian Zietz Ian Walsh             |                   |
| 2015  | Mick Fanning       | 15.20 | Julian Wilson John John Florence Matt Wilkinson   | 12.57 12.00 10.20 |
| 2016  | Jordy Smith        | 15.06 | Frederico Morais Torrey Meister Tanner Gudauskas  | 14.10 09.94 08.90 |
| 2017  | Conner Coffin      | 14.33 | Kolohe Andino Wade Carmichael Griffin Colapinto   | 12.60 11.60 08.17 |
| 2018  | Ezekiel Lau        | 12.66 | Jesse Mendes Joan Duru Griffin Colapinto          | 07.63 07.33 04.67 |

### Victoires par nation
| Nation              | Victoires |
| ------------------- | --------- |
| Australie           | 18        |
| Hawaï               | 18        |
| Afrique du Sud      | 2         |
| Brésil              | 2         |
| États-Unis          | 2         |
| Polynésie française | 1         |
| Royaume-Uni         | 1         |
| Total               | 44        |